# Mani Neumeier

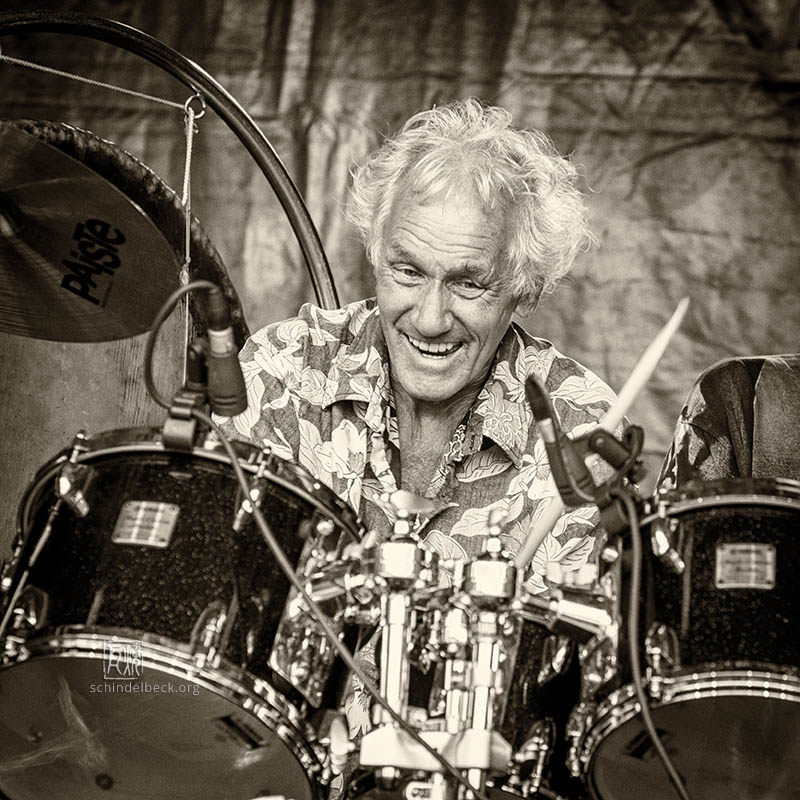
Mani Neumeier (2015)

Manfred „Mani“ Neumeier (* 31. Dezember 1940 in München) ist ein Rockmusiker, der vor allem als Frontmann (Sänger und Schlagzeuger) der deutschen Krautrock-Band Guru Guru bekannt wurde.

## Werdegang
Bevor Neumeier 1968 Guru Guru gründete, war er Free-Jazz-Schlagzeuger im Trio von Irène Schweizer. Bei den Berliner Jazz-Tagen 1967 spielte er im Duo mit Philly Joe Jones und mit dem Globe Unity Orchester. Auch arbeitete er als Solist und zusammen – auch heute noch – mit zahlreichen Musikern und Bands, unter anderem mit Peter Brötzmann, Dieter Moebius, Damo Suzuki, Harmonia, John McLaughlin, Yusef Lateef, Makoto Kawabata, Atsushi Tsuyama, Uchihashi Kazuhisa, Tatsuya Yoshida und Jojo Hiroshige. Neumeier spielte auch mit Hans Reffert und gemeinsam mit Luigi Archetti im Duo Tiere der Nacht sowie mit Conni Maly als Lover 303.

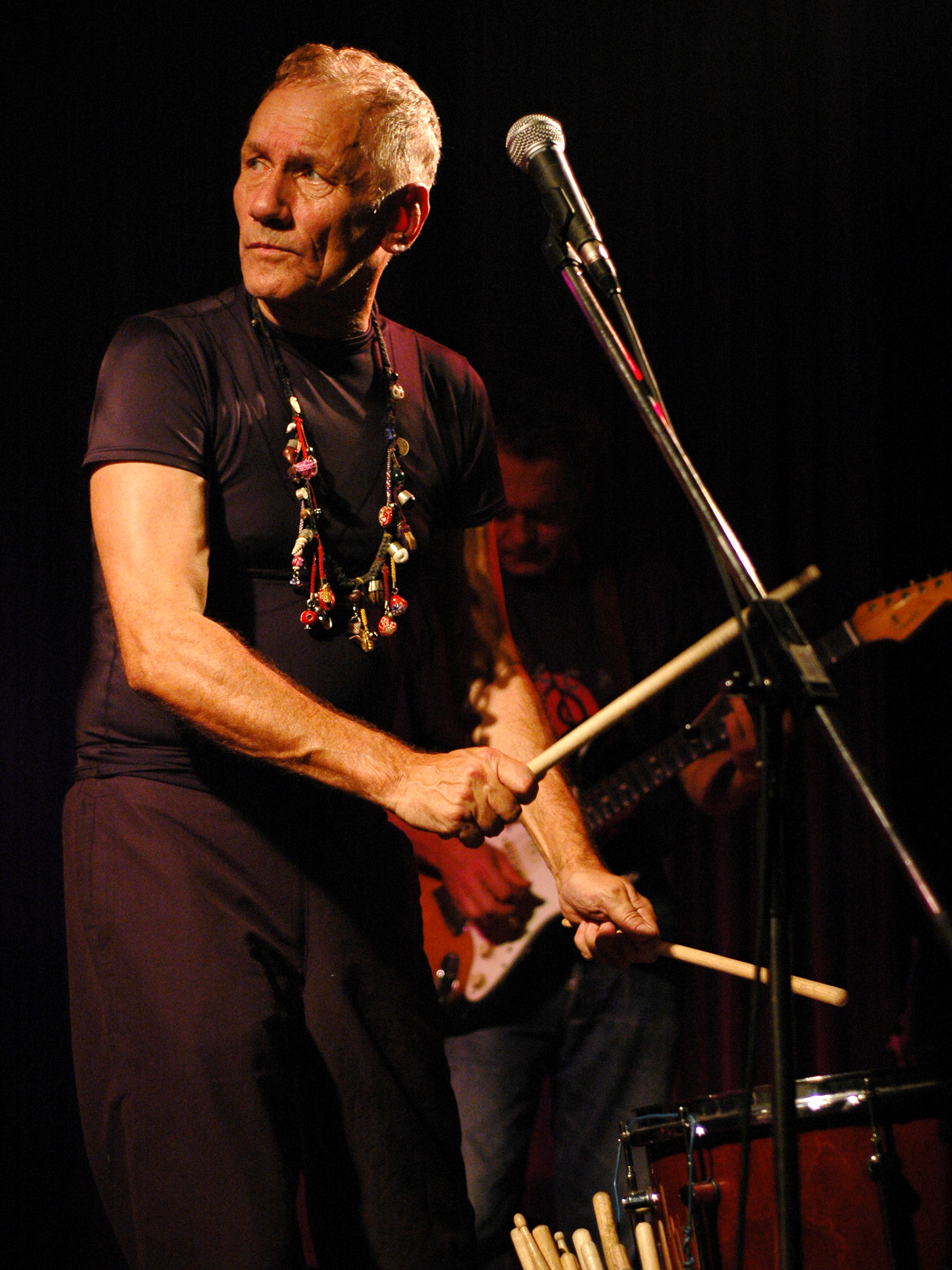
Mani Neumeier (2006)

Nach der erfolgreichen Japan-Tournee von Guru Guru 1996 wurde Mani Neumeier als erster deutscher Musiker im Wachsfigurenmuseum von Tokio aufgestellt. Neumeier lebt in dem baden-württembergischen Ort Hilsenhain im Odenwald und Japan.

## Diskografie

### Solo
- 1981: Mani Neumeier
- 1983: Waldmeister (limitierte MC)
- 1992: Privat (mit Hubl Greiner, Jan Fride, Jim Meneses und Paramashivan)
- 1993: Terra Amphibia  (mit Anton Bruhin, Biber Gullatz, Jude Lane, Marc Lane, Mathew Lane und Marjuma)
- 1998: Terra Amphibia 2
- 2002: Birthday!
- 2005: Terra Amphibia 3 – Deep in the Jungle
- 2007: Sketches (auch Mani)
- 2014: Talking Drums
- 2022: Vogelstimmen aus dem Odenwald

### Mit Guru Guru
Siehe: Guru Guru

### Zusammenarbeit
- 1967: George Gruntz, Daniel Humair, Charly Antolini, Pierre Favre, Neumeier – From Sticksland With Love
- 1967: Irène Schweizer Trio – Jazz Meets India (mit Manfred Schoof, Barney Wilen, Dewan Motihar Trio)
- 1967: Globe Unity Orchestra
- 1967: Irène Schweizer Trio – Early Tapes
- 1967: Wolfgang Dauner – Free Action
- 1975: Harmonia – De Luxe
- 1975: Highdelberg
- 1982: Ensemble Yniverze – Ensemble Yniverze
- 1982: Möbius, Plank, Neumeier – Zero Set
- 1983: L.S. Bearforce – L.S. Bearforce
- 1986: Alfred Harth – Red Art
- 1989: Der Blaue Hirsch – Cyberpunk (mit Werner Lüdi, Wädi Gysi und Mich Gerber)
- 1989: Unknownmix – Whaba
- 1992: Der Blaue Hirsch – Brain Drain
- 1992: Tiere der Nacht – Hot Stuff
- 1994: Tiere der Nacht – Wolpertinger
- 1996: Moebius, Engler, Neumeier – Other Places
- 1996: Mani Neumeier & Peter Hollinger – Monsters of Drums
- 1997: Irène Schweizer & Mani Neumeier – European Masters of Improvisation
- 1997: Moebius, Engler, Neumeier – Space Explosion
- 1997: Damo Suzuki’s Network – Tokyo on Air West 30-April
- 1997: Damo Suzuki’s Network – Tokyo on Air West 2-May
- 1997: Damo Suzuki’s Network – Osaka Muse Hall 4-May
- 1997: Tiere der Nacht – Evergreens
- 1998: Neumeier & Hollinger – Monsters of Drums Meets the Demons of Bali
- 1998: Tiere der Nacht – Sleepless
- 2000: Damo Suzuki’s Network – Jpn Ultd 1
- 2001: Lover 303 – Modern Fairytales
- 2001: Prescanned Passages (Raecke / Neumeier)
- 2002: Achim Jaroschek & Mani Neumeier – Europlosion
- 2002: Damo Suzuki’s Network – Jpn Ultd 2
- 2003: Moebius + Neumeier – Live in Japan
- 2003: Neumeier Genrich Schmidt – Psychedelic Monsterjam
- 2005: Neumeier Genrich Schmidt – Intergalactic Travel Agency
- 2007: Between the Times (ACT Music)
- 2008: Acidmothersguruguru (Mani Neumeier, Kawabata Makoto, Atsushi Tsuyama) – Psychedelic Navigator
- 2009: Neumeier / Uchihashi – Live in Tokio
- 2010: Gurumaniax (Mani Neumeier, Ax Genrich, Guy Segers) – Psy Valley Hill
- 2011: Kris Wanders/Mani Neumeier Quintet Taken by Surprise (mit Brett Evans, Yusuke Akai, Rory Brow)
- 2012: Acidmothersguruguru – Live
- 2015: Neumeier / Keiichi Miyashita – Echoshock – Krautorock
- 2017: Wolfram Spyra – Requiem – eine Musik für den Herrenabend
- 2017: Neumeier & Goos – Listen to the Rainbow
- 2018: Neumeier & Rätsch – Der Atem des Drachen

## Bücher
- Mani Neumeier – Kraut 'n' Rock / Guru Guru Grooves. in Reihe Masterminds[1] im Heupferd Musik Verlag, Dreieich 2011, ISBN 978-3-923445-10-3.
- Thomas Wehler: Mani Neumeier und der Guru Guru Groove – Ein Portrait. Song Bücherei im Heupferd Musik Verlag, Dreieich 2021, ISBN 978-3-923445-50-9.